# NGC 3269
NGC 3269 este o galaxie lenticulară situată în constelația Mașina Pneumatică. A fost descoperită în 1 mai 1834 de către John Herschel. Se află la o distanță de 36,81 de megaparseci de Pământ.